# Кязъм Карабекир (квартал в Газиосманпаша)
„Кязъм Карабекир“ (на турски: Kâzım Karabekir) е квартал на Истанбул, разположен в околия Газиосманпаша. Общата му площ е 0,88 км2. Според данни на Адресната система за регистриране на населението (ABPRS) към 2023 г. населението на „Кязъм Карабекир“ е 43 578 жители.